# Nathaniel Wallich
Nathaniel Wallich foi um botânico que nasceu em Copenhague, Dinamarca, no dia 28 de janeiro de 1786 e morreu em 28 de abril de 1854, Londres, Inglaterra.
Estudou na Universidade de Aberdeen e em Copenhague onde obteve o título de doutor em medicina.. Foi nomeado cirurgião na pequena colônia de Serampore, na Índia, em 1807. Passou para o serviço médico britânico em 1813.
Dirigiu o jardim botânico de Calcutá, Herboriza em  Nepal, em Bengala e na Birmânia. Foi nomeado membro da Royal Society em 1829. A Companhia Britânica das Índias Orientais erigiu um monumento em sua homenagem.

## Obras
- Descriptions of two new species of Sarcolobus and of some other Indian plants (Calcutá, 1815).
- Tentamen floræ Napalensis illustratæ, consisting of botanical descriptions... of select Nepal plants (Calcutta e Serampore, 1824 e 1826).
- Plantæ Asiaticæ Rariores; or, descriptions and figures of a select number of unpublished East Indian plants (Londres, três volumes, 1830 a 1832).

Wallich participou na maioria da reedição da Flora India de William Roxburgh (1759-1815) junto com William Carey (1761-1834).

## Reconhecimeto
As seguintes espécies de plantas levam o nome de Nathanael Wallich em sua honra:
| - Clerodendrum wallichii - Convolvulus wallichianus - Debregeasia wallichiana - Dombeya wallichii - Dryopteris wallichiana - Hoya wallichii - Ligusticum wallichii - Nageia wallichiana | - Pinus wallichiana - Rotala wallichii - Rubus wallichii - Schima wallichii - Taxus wallichiana - Valeriana wallichii - Catreus wallichii |